# Chisinau (departement)

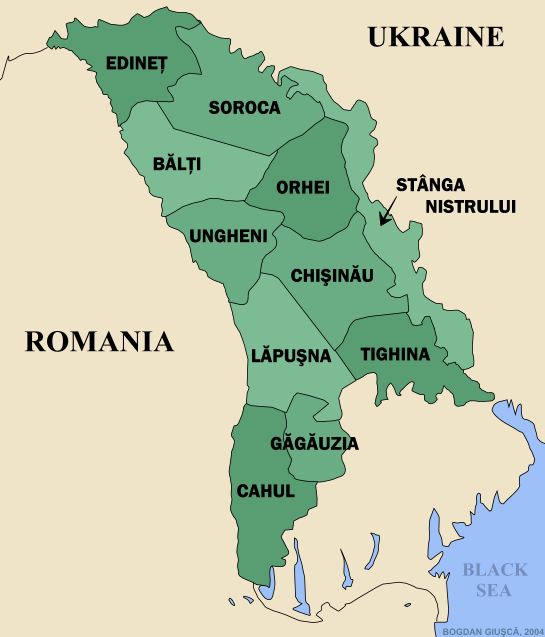
Departementen van Moldavië

Het departement Chisinau (Mold.: Județul Chișinău) was van 1999 tot 2003 een departement in Centraal-Moldavië, dat werd bestuurd vanuit de gelijknamige stad Chisinau. Het departement grensde aan vier departementen (Orhei, Ungheni, Lǎpușna en Tighina), hoofdstad Chisinau (Municipiul Chişinău) en autonome regio Transnistrië. Het departement had een oppervlakte van 2780 km², en een inwoneraantal van 374.678 (2004).
Er waren 91 gemeenten, waarvan 5 steden: Anenii Noi, Bucovăț, Criuleni, Ialoveni en Strășeni.
De gangbare afkorting voor het departement Chisinau was CU.